# カスピ海のヒルカニア森林群
カスピ海のヒルカニア森林群は、イランおよびアゼルバイジャンのカスピ海の南岸にある約55,000㎢の地域をカバーする緑豊かな低地と山地の森林地帯で、温帯広葉樹林に属する。森林の歴史は2,500万年から5,000万年前に遡り、イラン国内では北ホラーサーン州、ゴレスターン州、マーザンダラーン州、ギーラーン州およびアルダビール州の5つの州を跨ぎ、アゼルバイジャン国内ではレンキャラン県とアスタラ県の2つの地域を跨ぐ。古代の地域名であるヒルカニアにちなんで名付けられた。
イランの国土のわずか7%をカバーするにもかかわらず、同国内の維管束植物の種の44%はヒルカニアの森林群で見られる。ソウゲンワシ、コキジバト、カタシロワシ、ニシブッポウソウ、ハンエリヒタキ、カスピアコガラを含む180種の鳥類およびペルシャヒョウ、パサンを含む58種の哺乳類が森林群で生息している。ゴレスターン州にあるヒルカニア森林の一部はユネスコの生物圏保護区に指定される。

## 世界遺産
2019年7月5日に世界遺産に登録された。イランで2番目の自然遺産である。

### 登録基準
この世界遺産は世界遺産登録基準のうち、以下の条件を満たし、登録された（以下の基準は世界遺産センター公表の登録基準からの翻訳、引用である）。
- (9) 陸上、淡水、沿岸および海洋生態系と動植物群集の進化と発達において進行しつつある重要な生態学的、生物学的プロセスを示す顕著な見本であるもの。